# Мусаткин, Даниил Викторович
Даниил Викторович Муса́ткин (род. 7 апреля 2001, Камышин, Волгоградская область, Россия) — российский футболист, нападающий таиландского клуба «Чиангмай».

## Биография
Воспитанник петербургского футбола. Окончил Университет имени Лесгафта.
В 17 лет проходил просмотр в финском клубе третьего дивизиона «Джаз» из Пори, однако в связи с коронавирусными ограничениями не подписал контракт. Также проходил просмотр в клубах второго дивизиона России.
В 2023 году поехал на просмотр в высшую лигу Монголии и подписал контракт с футбольным клубом «СП Фалконс» из Улан-Батора.
В сезоне 2023/24 вместе с командой выиграл чемпионат, кубок и суперкубок страны, причём «СП Фалконс» оформили требл впервые в истории клуба.
На групповом этапе Лиги вызова АФК 2024/25, третьего по уровню международного турнира Азиатской футбольной конфедерации, провёл 2 матча и забил гол в ворота камбоджийского клуба «Свайриенг», однако команде не удалось выйти из группы.
В сезоне 2024/25 в составе «СП Фалконс» стал двукратным чемпионом Монголии.
В августе 2025 года перешёл в «Чиангмай»[en], выступающий в третьем по силе дивизионе Таиланда.

## Достижения
«СП Фалконс»
- Чемпион Монголии: 2023/24, 2024/25[4]
- Обладатель Кубка Монголии: 2023/24
- Обладатель Суперкубка Монголии: 2023/24